# Rostislav Sionko
Rostislav Sionko (* 3. září 1950 Ostrava) je bývalý český fotbalista, útočník a fotbalový trenér. Jeho syny jsou český reprezentant Libor Sionko a bývalý ligový fotbalista Radek Sionko.

## Fotbalová kariéra
S fotbalem začínal v Baníku Ostrava. S Baníkem získal v sezóně 1975/76 ligový titul, když byl střelcem rozhodující branky v posledním kole v utkání s Plzní. V sezóně 1977/78 získal Československý pohár. Po přestupu do TJ Vítkovice pomohl týmu k postupu do první ligy. Po sezóně 1981/82 přestoupil do VOKD Poruba a v roce 1983 ukončil aktivní kariéru. V československé lize nastoupil ve 118 utkáních a dal 20 gólů. V Poháru mistrů evropských zemí nastoupil ve 2 utkáních a v Poháru UEFA nastoupil také ve 2 utkáních. V nižších soutěžích hrál i za Slezan Frýdek-Místek a VOKD Poruba.

## Ligová bilance
| Ročník                                   | Zápasy | Góly | Klub                 |
| ---------------------------------------- | ------ | ---- | -------------------- |
| 1. československá fotbalová liga 1968/69 | 4      | 0    | Baník Ostrava        |
| 1. československá fotbalová liga 1969/70 | 19     | 2    | Baník Ostrava        |
| 1. československá fotbalová liga 1970/71 | 19     | 4    | Baník Ostrava        |
| 1. československá fotbalová liga 1971/72 | 3      | 0    | Baník Ostrava        |
| 1. československá fotbalová liga 1972/73 | 5      | 0    | Baník Ostrava        |
| 1. československá fotbalová liga 1973/74 | 1      | 0    | Baník Ostrava        |
| 1. československá fotbalová liga 1974/75 | 1      | 0    | Baník Ostrava        |
| 1. československá fotbalová liga 1975/76 | 20     | 7    | Baník Ostrava        |
| 1. československá fotbalová liga 1976/77 | 28     | 5    | Baník Ostrava        |
| 1. československá fotbalová liga 1977/78 | 7      | 1    | Baník Ostrava        |
| Česká národní fotbalová liga 1978/79     | -      | -    | Slezan Frýdek-Místek |
| Česká národní fotbalová liga 1979/80     | -      | -    | Slezan Frýdek-Místek |
| Česká národní fotbalová liga 1980/81     | -      | 3    | TJ Vítkovice         |
| 1. československá fotbalová liga 1981/82 | 12     | 0    | TJ Vítkovice         |
| Česká národní fotbalová liga 1982/83     | 5      | 0    | TJ VOKD Poruba       |
| CELKEM 1. liga                           | 118    | 20   |                      |

## Trenérská kariéra
Po skončení aktivní kariéry působil jako trenér u mládeže Baníku a v nižších soutěžích. S dorostem Baníku Ostrava získal v roce 1991 titul mistra Československa.
- 1990/91 FC Baník Ostrava – dorost.
- 1995/96 FK Baník Havířov
- 1996/97 FK Baník Havířov